# Henri Fauxheux
Henri Fauxheux (Blois, 1919. szeptember 1. – Vineuil, 2016. október 13.) francia nemzetközi labdarúgó-játékvezető. Polgári foglalkozása tanár.

## Pályafutása
1 kupadöntőt vezetett
| Időpont         | Helyszín         | Mérkőzés típusa | Mérkőzés                                    | Eredmény | Nézők száma |
| --------------- | ---------------- | --------------- | ------------------------------------------- | -------- | ----------- |
| 1964. május 10. | Párizs, Colombes | döntő           | Olympique Lyonnais–FC Girondins de Bordeaux | 2 : 0    | 32 777      |

A Francia labdarúgó-szövetség Játékvezető Bizottsága (JB) 1962-ben terjesztette fel nemzetközi játékvezetőnek, a Nemzetközi Labdarúgó-szövetség (FIFA) bíróinak keretébe. A francia nemzetközi játékvezetők rangsorában, a világbajnokság-Európa-bajnokság sorrendjében többedmagával a 33. helyet foglalja el 1 találkozó szolgálatával. Az aktív nemzetközi játékvezetéstől 1966-ban vonult vissza. 6 válogatott találkozót vezetett.
Az 1964-es labdarúgó-Európa-bajnokság selejtezőin az UEFA JB játékvezetőként foglalkoztatta.
| Időpont            | Helyszín                   | Mérkőzés típusa            | Mérkőzés            | Eredmény | Nézők száma |
| ------------------ | -------------------------- | -------------------------- | ------------------- | -------- | ----------- |
| 1962. december 16. | Restelo Stadion, Lisszabon | első forduló (2. mérkőzés) | Portugália–Bulgária | 3 : 1    | 25 900      |

1882-ben az Egyesült Királyság brit tagállamainak négy szövetség úgy döntött, hogy létrehoznak egy évente megrendezésre kerülő bajnokságot egymás között. Az utolsó bajnoki idényt 1983-ban tartották meg.
| Időpont          | Helyszín                      | Mérkőzés típusa | Mérkőzés      | Eredmény |
| ---------------- | ----------------------------- | --------------- | ------------- | -------- |
| 1966. április 2. | Hampden Park Stadion, Glasgow | körmérkőzés     | Skócia–Anglia | 3 : 4    |